# Кройцвертхайм
Кройцвертхайм (нем. Kreuzwertheim) — торговая община в Германии, в земле Бавария. 
Подчиняется административному округу Нижняя Франкония. Входит в состав района Майн-Шпессарт. Подчиняется управлению Кройцвертхайм.  Население составляет 3706 человек (на 31 декабря 2010 года). Занимает площадь 20,04 км².
Ярмарочная община подразделяется на 4 сельских округа.

## Население
По оценке на 31 декабря 2015 года население общины Кройцвертхайм составляет 3819 чел. 

| Дата      | 1840 | 1871 | 1900 | 1925 | 1939 | 1950 | 1961 | 1970 | 1987 | 2011 |
| --------- | ---- | ---- | ---- | ---- | ---- | ---- | ---- | ---- | ---- | ---- |
| Население | 1181 | 1226 | 1484 | 1643 | 1748 | 2490 | 2630 | 3186 | 3562 | 3818 |

| Год       | 1960 | 1970 | 1980 | 1990 | 2000 | 2009 | 2010 | 2011 | 2012 | 2013 | 2014 | 2015 |
| --------- | ---- | ---- | ---- | ---- | ---- | ---- | ---- | ---- | ---- | ---- | ---- | ---- |
| Население | 2647 | 3187 | 3514 | 3724 | 3861 | 3734 | 3706 | 3810 | 3762 | 3783 | 3813 | 3819 |